# Cyril Norman Hinshelwood
Sir Cyril Norman Hinshelwood OM PRS (Londres, Anglaterra 1897 - íd. 1967) fou un químic anglès guardonat amb el Premi Nobel de Química l'any 1956.

## Biografia
Va néixer el 19 de juny de 1897 a la ciutat de Londres. De ben petit es traslladà amb la seva família al Canadà, però l'any 1905 retornà a Anglaterra establint-se amb la seva família a Chelsea. Va estudiar química a la Universitat d'Oxford, d'on fou posteriorment professor des de l'any 1937.
Membre de la Royal Society, en fou el seu president entre els anys 1955 i 1960. L'any 1948 fou nomenat Cavaller pel rei Jordi VI del Regne Unit. Hinshelwood morí el 9 d'octubre de 1967 a la seva residència de Londres.

## Recerca científica
Va iniciar les seves recerques sobre les diferents combinacions de l'hidrogen i l'oxigen, tractant d'explicar el mecanisme de les reaccions químiques per mètodes cinètics.
L'any 1956 fou guardonat, juntament amb el químic soviètic Nikolai Semenov tot i que per treballs independents, amb el Premi Nobel de Química per les seves investigacions sobre el mecanisme de les reaccions químiques.

## Obra publicada
- 1926: Kinetic of Chemical Changes in Gaseous Systems
- 1934: The Reaction between Hydrogen and Oxygen
- 1946: The Chemical Kinetics of the Bacterian Cell